# 暗号と情報セキュリティシンポジウム
暗号と情報セキュリティシンポジウム（あんごうとじょうほうセキュリティシンポジウム、Symposium on Cryptography and Information Security、SCIS）は、1984年から毎年1回ずつ日本国内で開催されているシンポジウム。暗号と情報セキュリティ技術に関する最新の研究成果を発表し、情報交換の場を提供する。

## 概要
SCISは、電子情報通信学会情報セキュリティ研究専門委員会（ISEC研）が主催している。
近年では通常、毎年1月末に4日間開催されている。
- 1日目：午後の招待講演から始まる。
- 2日目：1日中会議。夜に懇親会。
- 3日目：1日中会議。夜にナイトセッション。
- 4日目：午前中会議。

近年では、会議室を6部屋 (A〜F) 使って、並列して発表がある。したがって、すべての発表を聞くことは不可能になっている。
発表のテーマの例（2010年）：
暗号理論，暗号解析，共通鍵暗号，公開鍵暗号，IDベース暗号，ペアリング，署名，楕円・超楕円曲線暗号，ハッシュ関数，擬似乱数生成，秘密分散，計算手法，数論応用，フォーマルメソッド，鍵共有，暗号プロトコル，鍵管理，PKI，認証，匿名通信，プライバシー保護，実装技術，量子セキュリティ，サイドチャネル攻撃，バイオメトリクス，RFIDセキュリティ，ネットワークセキュリティ，ネットワーク攻撃検知・対策，Webセキュリティ，セキュアOS，電子透かし，コンテンツ保護，ソフトウェア保護，電子投票，電子決済システム，セキュリティモデル，セキュリティポリシー

## 論文賞
1993年から論文賞が制定された。当初からの「若手論文賞」は、SCISの発展と活性化、及び暗号と情報セキュリティ分野で活躍する若手の奨励を目的としている。授賞対象者は、学部卒業後10年以内の講演者に限られている。2012年から、授賞対象者を限定しないで新しい研究・技術開発の奨励を行う「イノベーション論文賞」が追加された。
論文賞の選定には、座長と参加者の投票が反映される。2008年に、暗号を用いた電子投票が初めて採用された。選挙管理者にも、投票の匿名性が保たれるしくみになっていた。2010年から、投票は電子投票に限られた。しかし、2013年からは、紙の投票と手作業での集計に戻っている。暗号を用いるシステムの準備に手間がかかるのと、数百票程度の集計は手作業で充分なことによる。2021年は、リモート開催のため、電子投票となっている。

## 開催期間と開催地
- 1984年 2月9日 - 11日： 静岡県引佐郡 寸座ビラ - 66名、11件
- 1985年 1月31日 - 2月2日： 三重県志摩市阿児町賢島
- 1986年 2月6日 - 8日： 静岡県裾野市
- 1987年 2月5日 - 7日： 兵庫県宝塚市
- 1988年 2月22日 - 24日： 静岡県田方郡函南町
- 1989年 2月2日 - 4日： 静岡県御殿場市
- 1990年 1月31日 - 2月2日： 静岡県清水市日本平
- 1991年 1月31日 - 2月2日： 山梨県富士吉田市
- 1992年 4月2日 - 4日： 長野県茅野市蓼科高原
- 1993年 1月28日 - 30日： 静岡県田方郡修善寺町 - 第10回
- 1994年 1月27日 - 29日： 滋賀県 琵琶湖
- 1995年 1月24日 - 27日： 愛知県犬山市 名鉄犬山ホテル
- 1996年 1月29日 - 31日： 埼玉県北足立郡伊奈町小室 KDD研修センタ
- 1997年 1月29日 - 2月1日： 福岡県福岡市 ホテル海の中道
- 1998年 1月28日 - 31日： 静岡県浜松市 浜名湖ロイヤルホテル
- 1999年 1月26日 - 29日： 兵庫県神戸市 神戸国際会議場
- 2000年 1月26日 - 29日： 沖縄県那覇市 かりゆしアーバンリゾート那覇
- 2001年 1月23日 - 26日： 神奈川県中郡大磯町 大磯プリンスホテル
- 2002年 1月29日 - 2月1日： 和歌山県西牟婁郡白浜町 コガノイベイホテル
- 2003年 1月26日 - 29日： 静岡県浜松市 アクトシティ浜松コングレスセンター - 第20回
- 2004年 1月27日 - 30日： 宮城県仙台市青葉区 ホテル仙台プラザ
- 2005年 1月25日 - 28日： 兵庫県神戸市垂水区 舞子ビラ
- 2006年 1月17日 - 20日： 広島県広島市 広島プリンスホテル
- 2007年 1月23日 - 26日： 長崎県佐世保市 ハウステンボス
- 2008年 1月22日 - 25日： 宮崎県宮崎市 フェニックス・シーガイア・リゾート ワールドコンベンションセンターサミット
- 2009年 1月20日 - 23日： 滋賀県大津市 大津プリンスホテル
- 2010年 1月19日 - 22日： 香川県高松市 サンポートホール高松、かがわ国際会議場、全日空ホテルクレメント高松
- 2011年 1月25日 - 28日： 福岡県北九州市 リーガロイヤルホテル小倉
- 2012年 1月30日 - 2月2日： 石川県金沢市 金沢エクセルホテル東急、金沢歌劇座
- 2013年 1月22日 - 25日： 京都府京都市 ウェスティン都ホテル京都 - 第30回
- 2014年 1月21日 - 24日： 鹿児島県鹿児島市 城山観光ホテル
- 2015年 1月20日 - 23日： 福岡県北九州市 リーガロイヤルホテル小倉
- 2016年 1月19日 - 22日： 熊本県熊本市 ANAクラウンプラザホテル熊本ニュースカイ
- 2017年 1月24日 - 27日： 沖縄県那覇市 ロワジールホテル那覇
- 2018年 1月23日 - 26日： 新潟県新潟市 朱鷺メッセ
- 2019年 1月22日 - 25日： 滋賀県大津市 びわ湖大津プリンスホテル
- 2020年 1月28日 - 31日： 高知県高知市 ザ クラウンパレス新阪急高知
- 2021年 1月19日 - 22日： 福岡県北九州市 リーガロイヤルホテル小倉 → オンライン開催
- 2022年 1月18日 - 21日： 大阪府大阪市 グランキューブ大阪 - ハイブリッド開催
- 2023年 1月24日 - 27日： 福岡県北九州市 リーガロイヤルホテル小倉 - ハイブリッド開催
- 2024年 1月23日 - 26日： 長崎県長崎市 出島メッセ長崎
- 2025年 1月28日 - 31日： 福岡県北九州市 リーガロイヤルホテル小倉

## 関連記事
- Crypto - 英語版
- Eurocrypt - 英語版
- Asiacrypt - 英語版